# 金华之屠
金华之屠指的是公元1646年（南明隆武二年七月十六日），清朝“贝勒”博洛在浙江金华府进行的一次屠城事件。
根据《浙东记略》、《临安旬制记》、《金华府志》和《金华县志》等记载，1646年5月，满清军队攻占浙东府县，南明钱塘江防线沦陷，鲁监国放弃绍兴，转进至海上。兴国公王之仁、大学士张国维等义士杀身殉国。金华人民在督师大学士朱大典带领下据城而战，誓死不降。清军攻陷金华后屠城。大约有五万人被屠杀。